# Đối xứng gương (lý thuyết dây)
Trong hình học đại số và vật lý lý thuyết, đối xứng gương là mối quan hệ giữa các vật thể hình học được gọi là những đa tạp Calabi-Yau. Các đa tạp này có thể trông rất khác nhau về mặt hình học nhưng được xem là tương đương nhau nếu chúng được dùng như những chiều thêm vào của lý thuyết dây. Trong trường hợp này, chúng được gọi là các đa tạp gương.
Ban đầu, đối xứng gương do các nhà vật lý lý thuyết phát triển nên. Giới toán học chỉ quan tâm tới mối quan hệ này từ khoảng năm 1990 khi nhóm nghiên cứu của Philip Candelas chỉ ra rằng có thể dùng nó làm một công cụ trong hình học liệt kê, một nhánh toán học liên quan tới việc đếm số nghiệm của các bài toán hình học. Theo Candelas, đối xứng gương có thể dùng để đếm các đường cong hữu tỉ trên một đa diện Calabi-Yau, do đó giải quyết một bài toán tồn tại từ lâu trong lĩnh vực này. Mặc dù cách tiếp cận ban đầu với đối xứng gương dựa trên các ý tưởng vật lý không thực sự nghiêm ngặt về mặt toán học, vài tiên đoán toán học của nó đã được chứng minh là chính xác chặt chẽ.
Ngày nay đối xứng gương là một đề tài nghiên cứu quan trọng trong toán học thuần túy, và các nhà toán học đang phát triển hiểu biết toán học về mối quan hệ này dựa trên trực giác của giới vật lý. Đối xứng gương cũng là một công cụ cơ bản để tính toán trong lý thuyết dây, và nó giúp nắm bắt các khía cạnh của lý thuyết trường lượng tử, hình thức luận mà các nhà vật lý dùng để mô tả hạt cơ bản. Những cách tiếp cận chính về đối xứng gương bao gồm chương trình đối xứng gương đồng đều của Maxim Kontsevich và Giả định SYZ của Andrew Strominger, Khâu Thành Đồng, và Eric Zaslow.

## Tổng quan

### Dây và compact hóa

Cái đối tượng cơ bản của lý thuyết dây là các dây mở và đóng.

Trong vật lý, lý thuyết dây là một khuôn khổ lý thuyết thay thế hạt điểm bằng các đối tượng một chiều được gọi là dây. Những dây này trông giống những đoạn hoặc vòng dây nhỏ thông thường. Lý thuyết dây mô tả cách thức các dây lan truyền trong không gian và tương tác với nhau. Ở khoảng cách kích thước lớn hơn kích thước dây, dây trông giống hệt như một hạt thông thường, cũng có khối lượng, điện tích và các thuộc tính khác quy định bởi trạng thái dao động của dây. Sự chia cắt và tái hợp dây tương ứng với sự phát xạ và hấp thụ hạt, gây ra tương tác giữa các hạt/dây.
Giữa thế giới mô tả bởi lý thuyết dây và thế giới hàng ngày có những khác biệt đáng chú ý. Trong thế giới hàng ngày, có ba chiều không gian quen thuộc (trên/dưới, trái/phải, đằng trước/sau) và một chiều thời gian (sớm/muộn). Do đó, theo ngôn ngữ của vật lý hiện đại, ta nói rằng không-thời gian có 4 chiều. Một trong những đặc điểm kì lạ của lý thuyết dây là nó cần thêm các chiều phụ của không thời gian để đảm bảo tính nhất quán toán học. Trong lý thuyết siêu dây, phiên bản của lý thuyết dây tích hợp ý tưởng lý thuyết về siêu đối xứng, có thêm 6 chiều phụ của không thời gian cộng với 4 chiều quen thuộc với tri giác thông thường.
Một trong những mục đích của nghiên cứu lý thuyết dây hiện nay là phát triển các mô hình trong đó các dây biểu diễn cho những hạt quan sát được trong các thí nghiệm năng lượng cao. Để một mô hình như thế nhất quán với quan sát, không thời gian của nó phải mang 4 chiều trong những kích thước khoảng cách liên quan, nghĩa là người ta phải tìm cách hạn chế những chiều phụ của nó trong những kích thước nhỏ hơn. Trong những mô hình vật lý có vẻ hiện thực nhất dựa trên lý thuyết dây, điều này được thực hiện bởi một quá trình gọi là compact hóa, giả thiết các chiều phụ sẽ xích lại gần nhau để tạo nên các đường tròn. Trong giới hạn mà các chiều cuộn lại trở nên rất nhỏ, người ta thu được một lý thuyết trong đó không-thời gian trở nên có số chiều ít hơn. Một sự tương đồng tiêu chuẩn với nó là hãy xét một vật thể đa chiều như một cái vòi phun nước trong vườn. Nếu cái vòi được nhìn tử khoảng cách đủ xa, nó trông như thể chỉ có một chiều, tức chiều dài của nó. Tuy nhiên, khi tiến lại gần, người ta thấy rằng nó có hai chiều nữa, đó là tiết diện của nó. Và một con kiến bò trên vòi sẽ di chuyển trong một bề mặt hai chiều.

### Đa tạp Calabi-Yau

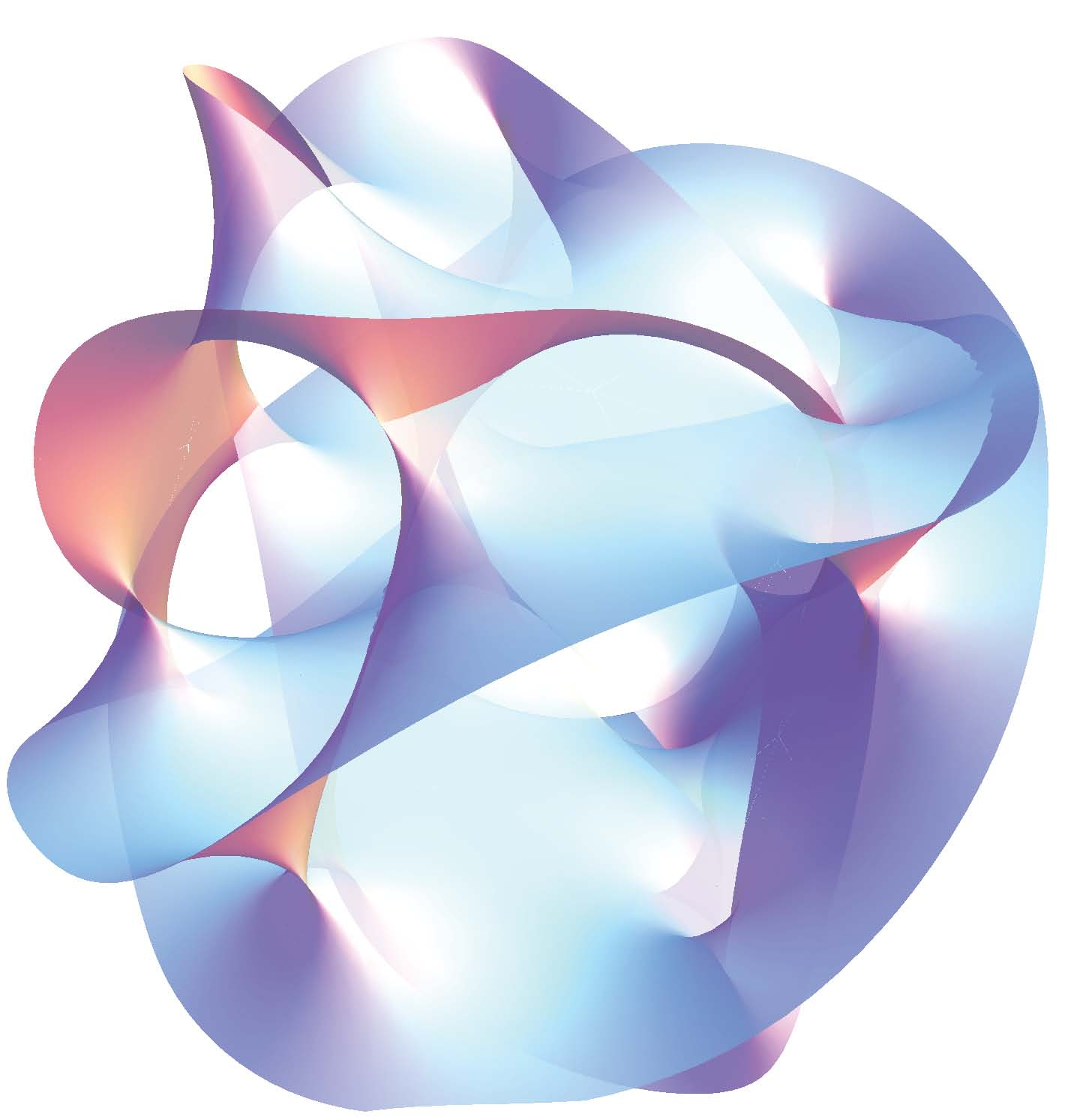
Tiết diện của một đa tạp Calabi–Yau bậc 5

Sự compact hóa có thể được dùng để xây dựng nên các mô hình trong đó không thời gian hiện ra như thể 4 chiều. Tuy nhiên, không phải mọi cách compact hóa các chiều phụ đều tạo nên một mô hình mô tả thích hợp các thuộc tính của tự nhiên. Trong một mô hình vật lý hạt có triển vọng, các chiều phụ compact phải có dạng giống một đa tạp Calabi–Yau. Trong lĩnh vực lý thuyết dây, một đa tạp Calabi–Yau là một không gian 6 chiều, đặt tên theo các nhà toán học Eugenio Calabi và Shing-Tung Yau.
Sau khi các đa tạp Calabi-Yau chứng tỏ khả năng compact hóa các chiều phụ, nhiều nhà vật lý bắt đầu nghiên cứu các đa tạp này. Cuối những năm 1980, Cumrun Vafa và những người khác nhận thấy với một sự compact hóa lý thuyết dây cho trước, không thể tái tạo một đa tạp Calabi-Yau tương ứng duy nhất với nó. Thay vào đó, hai phiên bản lý thuyết dây gọi là lý thuyết dây loại IIA và loại IIB có thể compact hóa theo những đa diện Calabi–Yau hoàn toàn khác nhau mà vẫn tạo ra những kết quả vật lý giống hệt. Trong trường hợp này, các đa tạp đó được gọi là đa tạp gương, và mối quan hệ giữa hai lý thuyết được gọi là đối xứng gương.
Quan hệ đối xứng gương là một ví dụ cụ thể của thứ mà các nhà vật lý gọi là tính đối ngẫu. Nói chúng, thuật ngữ đối ngẫu (tiếng Anh: duality) chỉ một tình huống trong đó hai lý thuyết vật lý có vẻ khác nhau thực ra là tương đương theo một cách đặc biệt. Nếu một lý thuyết có thể biến đổi khiến nó trông giống lý thuyết kia, hai lý thuyết đó được gọi là cặp đối ngẫu theo phép biến đổi đó; nói cách khác, hai lý thuyết là những mô tả toán học khác nhau về cùng một hiện tượng. Những cặp đối ngẫu như thế đóng một vai trò quan trọng trong vật lý hiện đại, đặc biệt là lý thuyết dây.
Bất kể compact hóa Calabi-Yau về lý thuyết dây có cung cấp một mô tả chính xác về tự nhiên hay không, sự tôn tại của cặp đối ngẫu gương giữa các lý thuyết dây khác nhau đã dẫn tới những hệ quả toán học đáng chú ý. Các đa tạp Calabi–Yau sử dụng trong lý thuyết dây cũng được toán học thuần túy quan tâm, và đối xứng gương cho phép các nhà toán học giải các bài toán trong lĩnh vựng hình học đại số liệt kê, một nhánh toán học liên quan tới việc đếm số nghiệm của các bài toán hình học. Một bài toán cổ điển của hình học liệt kê là đếm số đường cong hữu tỉ trên một đa tạp Calabi-Yau như minh họa ở trên. Bằng cách áp dụng đối xứng gương, các nhà toán học đã diễn dịch bài toán này thành một bài toán tương tự cho Calabi-Yau đối xứng gương, đa tạp này tỏ ra dễ tính toán hơn là đa tạp ban đầu.
Đối xứng gương được chứng minh trên địa hạt vật lý, tuy nhiên các nhà toán học thông thường đòi hỏi những phép chứng minh chặt chẽ không cần viện tới trực giác vật lý. Từ quan điểm toán học, phiên bản đối xứng gương mô tả trên đây chỉ là một phỏng đoán hay giả định, nhưng có một phiên bản khác trong ngữ cảnh lý thuyết dây tô pô, một dạng lý thuyết dây đơn giản hóa do Edward Witten đề xuất, đã được chứng minh chặt chẽ về mặt toán học. Theo lý thuyết dây tô pô, đối xứng gương khẳng định rằng hai lý thuyết gọi là mô hình A và mô hình B là tương đương với nhau theo nghĩa tồn tại một cặp đối ngẫu liên hệ giữa chúng. Ngày nay đối xứng gương là một lĩnh vực nghiên cứu sôi động trong toán học, các nhà toán học đang làm việc để phát triển một nền tảng hiểu biết đầy đủ hơn về đối xứng gương dựa trên trực giác của giới vật lý.

## Lịch sử
Nguồn gốc ý tưởng về đối xứng gương có thể lần ngược lại tới những năm giữa thập kỉ 1980 khi người ta nhận thấy một dây lan truyền trong một đường tròn bán kính có thể chạm vào gương. Trong gương Lại có Khoảng cách với hình ảnh và được xây dựng cho tính hiện tại cuộc sống chữ Sinh. Chữ Hạnh {\displaystyle R} tương đương về mặt vật lý với một dây lan truyền trong một đường tròn bán kính {\displaystyle 1/R} theo những đơn vị thích hợp. Hiện tượng này gắn bó gần gũi với đối xứng gương và về sau được gọi là đối ngẫu T. Trong một bài báo năm 1985, Philip Candelas, Gary Horowitz, Andrew Strominger, và Edward Witten chỉ ra rằng bằng cách compact hóa lý thuyết dây trên một đa tạp Calabi–Yau, người ta có thể thu được một lý thuyết gần tương tự như mô hình chuẩn của vật lý hạt, thứ cũng hàm chứa một cách nhất quán ý tưởng về siêu đối xứng. Kể từ đó, nhiều nhà vật lý bắt đầu nghiên cứu về compact hóa Calabi–Yau, hi vọng xây dựng những mô hình hiện thực về vật lý hạt dựa trên lý thuyết dây. Cumrun Vafa và những người khác ghi nhận rằng nếu có một mô hình vật lý như vậy, không thể tái tạo một đa tạp Calabi–Yau tương ứng duy nhất, mà là hai đa tạp Calabi–Yau cho cùng một hiện thực vật lý.
Bằng cách nghiên cứu mối quan hệ giữa những đa tạp Calabi-Yau và một số lý thuyết trường bảo giác gọi là các mô hình Gepner, Brian Greene và Ronen Plesser tìm thấy các ví dụ không tầm thường về quan hệ đối xứng gương. Những bằng chứng thêm về quan hệ này đến từ công trình của Philip Candelas, Monika Lynker, và Rolf Schimmrigk, những người khảo sát một lượng lớn đa tạp Calabi–Yau trên máy tính và thấy rằng chúng thuộc về các cặp đối xứng gương.
Các nhà toán học bắt đầu quan tâm về đối xứng gương khoảng năm 1990 khi các nhà vật lý Philip Candelas, Xenia de la Ossa, Paul Green, và Linda Parks chỉ ra rằng có thể sử dụng đối xứng gương để giải quyết các bài toán trong hình học liệt kê từng không chịu khuất phục giới toán học trong hàng thập kỉ. Những kết quả này được trình bày trong một cuộc hội thảo tại Viện nghiên cứu Các ngành khoa học về toán (MSRI) ở Berkeley, California vào tháng 5 năm 1991. Trong hội thảo này, người ta nhận thấy một trong những con số Candelas tính toán để đếm số đường cong hữu tỉ không bằng với kết quả các nhà toán học Na Uy Geir Ellingsrud và Stein Arild Strømme sử dụng những kĩ thuật có vẻ chặt chẽ hơn. Nhiều nhà toán học tại hội thảo xem công trình của Candelas chứa sai sót đâu đó vì nó không dựa trên các lập luận toán học vững chắc. Tuy nhiên, sau khi kiểm tra lại lời giải của họ, Ellingsrud và Strømme phát hiện ra một lỗi trong mã máy tính của họ và khi sửa lỗi, họ thu được đáp án phù hợp với đáp án của nhóm Candelas.
Năm 1990, Edward Witten đề xuất lý thuyết dây tôpô, một phiên bản đơn giản hóa của lý thuyết dây, và các nhà vật lý chỉ ra rằng có một phiên bản đối xứng gương cho lý thuyết mới này. Khẳng định này về lý thuyết dây tôpô thường được xem như là định nghĩa của đối xứng gương trong các tài liệu ngành toán. Trong bài phát biểu tại Đại hội Các nhà toán học Quốc tế năm 1994, nhà toán học Maxim Kontsevich trình bày một giả định toán học mới dựa trên ý tưởng đối xứng gương trong lý thuyết dây tô pô. Được gọi là đối xứng gương đồng đều, giả định này chuẩn tắc hóa đối xứng gương như một phép tương đương của hai cấu trúc toán học: "phạm trù phái sinh" của các "bó mạch lạc" trên một đa tạp Calabi–Yau và phạm trù Fukaya của đa tạp đối xứng gương với nó.
Cũng trong khoảng năm 1995, Kontsevich phân tích kết quả của Candelas, lập nên một công thức tổng quát cho bài toán đếm đường cong hữu tỉ trên một đa tạp 3 chiều bậc 5, và ông tái lập các kết quả này thành một giả định toán học. Năm 1996, Alexander Givental công bố một bài báo chứng minh giả định của Kontsevich. Ban đầu, nhiều nhà toán học thấy bài báo khó hiểu và nghi ngờ tính chính xác của nó. Nhưng sau đó, Bong Lian, Kefeng Liu, và Shing-Tung Yau công bố phép chứng minh độc lập trong một loạt bài báo. Mặc dù có cuộc tranh cãi về chuyện ai là người công bố phép chứng minh đầu tiên, ngày nay những bài báo được xem chung là chứng minh toán học của các kết quả ban đầu do các nhà vật lý sử dụng đối xứng gương thu được. Năm 2000, Kentaro Hori và Cumrun Vafa đưa ra cách chứng minh bằng vật lý dựa trên đối ngẫu T.
Các nghiên cứu về đối xứng gương tiếp tục tới ngày nay với những phát triển quan trọng liên quan tới dây trên các mặt Riemann có biên. Ngoài ra, đối xứng dây liên quan tới nhiều lĩnh vực nghiên cứu toán học sôi động, như tương ứng McKay, lý thuyết trường lượng tử tôpô, và lý thuyết về các điều kiện ổn định. Cùng lúc, các câu hỏi cơ bản vẫn tiếp tục nổi lên. Chẳng hạn, các nhà toán học vẫn còn chưa hiểu làm cách nào để xây dựng những ví dụ về các cặp Calabi–Yau dù có những tiến bộ nhất định trong mảng này.

## Ứng dụng

### Hình học liệt kê

Các đường tròn Apollonius: 8 đường tròn tô màu tiếp tuyến với ba đường tròn màu đen.

Nhiều ứng dụng toán học quan trọng của đối xứng gương thuộc về một nhánh của toán học gọi là hình học liệt kê. Trong hình học liệt kê, người ta quan tâm tới việc đếm (liệt kê) số nghiệm của các bài toán hình học, thường bằng các kĩ thuật của hình học đại số. Một trong những bài toán sớm nhất của hình học liệt kê là bài toán Apollonius, mang tên nhà toán học Hy Lạp đề xuất nó vào khoảng năm 200 trước Công nguyên. Apollonius đặt câu hỏi, có bao nhiêu đường tròn trong một mặt phẳng tiếp xúc với ba đường tròn cho trước. Trong trường hợp tổng quát, lời giải cho bài toán này là có 8 đường tròn như thế.

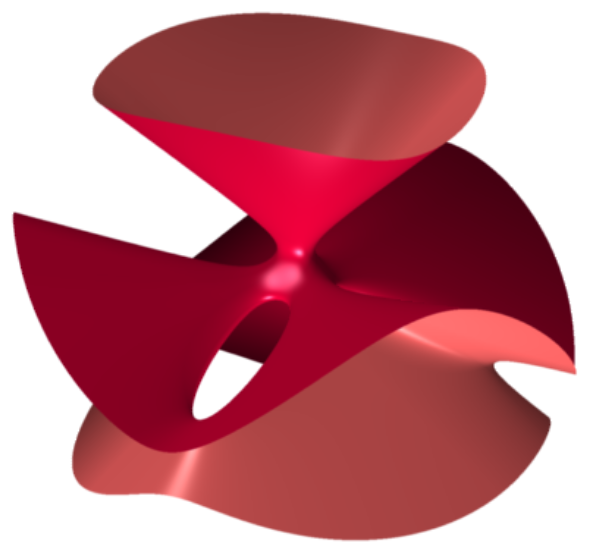
Khối Clebsch

Các bài toán liệt kê trong toán học thường liên quan tới một lớp các đối tượng hình học được gọi là các đa tạp đại số xác định bằng tập hợp nghiệm của các đa thức. Chẳng hạn, khối Clebsch được định nghĩa là một đa thức bậc 3 với 4 biến (ẩn). Một kết quả nổi tiếng của các nhà toán học thế kỉ 19 Arthur Cayley và George Salmon khẳng định rằng có đúng 27 đường thẳng nằm hoàn toàn trong một mặt như vậy.
Tổng quát hóa bài toán này, người ta có thể hỏi có thể vẽ được bao nhiêu đường trong một đa tạp Calabi-Yau bậc 5, định nghĩa bằng một đa thức bậc 5. Bài toán này được nhà toán học người Đức thế kỉ 19 Hermann Schubert giải, ông thấy rằng có đúng 2875 đường như vậy. Năm 1986, nhà hình học Sheldon Katz chứng minh rằng số đường cong, như các đường tròn, định nghĩa bằng các đa thức bậc hai và nằm hoàn toàn trong đa tạp bậc 4 là 609.250.
Tính tới năm 1991, hầu hết các bài toán cổ điển của hình học liệt kê đã có lời giải và sự quan tâm trong lĩnh vực này suy giảm dần. Theo nhà toán học Mark Gross, "Khi các bài toán cũ đã được giải, người ta trở lại kiểm tra các số Schubert bằng các kĩ thuật hiện đại, nhưng nó đang trở nên khá là nhạt nhẽo." Lĩnh vực này được tiếp lại sinh lực vào tháng 5 năm 1991 khi các nhà vật lý Philip Candelas, Xenia de la Ossa, Paul Green, và Linda Parks chỉ ra rằng có thể dùng đối xứng gương để đếm số đường cong bậc 3 trong một đa tạp Calabi–Yau bậc 5. Candelas và cộng sự thấy rằng các đa tạp 6 chiều này có thể chứa chính xác 317.206.375 đường cong bậc 3.
Bên cạnh ứng dụng trên, nhóm của Candelas cũng thu được một số các kết quả tổng quát hơn để đếm số đường cong hữu tỉ vượt ra ngoài kết quả của giới toán học đương thời. Mặc dù các phương pháp này vận dụng trực giác vật lý, các nhà toán học đã tiếp bước và chứng minh chặt chẽ một số tiên đoán của đối xứng gương, bao gồm tất cả những tiên đoán liệt kê.

### Vật lý lý thuyết
Bên cạnh ứng dụng trong hình học liệt kê, đối xứng gương là một công cụ tính toán cơ bản trong lý thuyết dây. Trong lý thuyết dây tôpô mô hình A, các đại lượng vật lý đáng chú ý được biểu diễn dưới dạng vô hạn các con số gọi là các bất biến Gromov–Witten vốn đặc biệt khó tính toán. Trong mô hình B, các phép tính có thể giản lược về các tích phân cổ điển dễ tính hơn nhiều. Bằng cách áp dụng đối xứng gương, các nhà lý thuyết có thể diễn dịch các tính toán phức tạp trong mô hình A vào dạng tương đương nhưng dễ tính hơn trong mô hình B. Những tính toán này sau đó được dùng để xác định xác suất của những quá trình vật lý khác nhau trong lý thuyết dây. Đối xứng gương có thể kết hợp với các cặp đối ngẫu khác để biến đổi tính toán trong một lý thuyết sang một lý thuyết khác tương đương, mà nếu thiếu chúng không thể nào thực hiện được.
Ngoài lĩnh vực lý thuyết dây, đối xứng gương cũng tìm thấy ứng dụng trong việc tìm hiểu những khía cạnh của lý thuyết trường lượng tử, hình thức luận mô tả các hạt cơ bản. Chẳng hạn, các lý thuyết trường chuẩn (gauge theories) là một lớp các lý thuyết vật lý đối xứng cao xuất hiện trong mô hình chuẩn của vật lý hạt và các phần khác của vật lý lý thuyết. Một vài lý thuyết trường chuẩn không nằm trong mô hình chuẩn, nhưng nó nảy sinh từ những dây lan truyền trong một phông miền gần suy biến. Đối xứng gương là một công cụ tính toán hữu dụng cho những lý thuyết như thế. Cụ thể, đối xứng gương có thể dùng để tính toán một lý thuyết trường chuẩn trong không thời gian 4 chiều mà Nathan Seiberg và Edward Witten nghiên cứu, và cũng quen thuộc trong toán học theo các bất biến Donaldson. Cũng có một phép tổng quát hóa của đối xứng gương gọi là đối xứng gương 3D liên hệ các cặp lý thuyết trường lượng tử trong ba chiều không thời gian.

## Các cách tiếp cận

### Đối xứng gương đồng đều

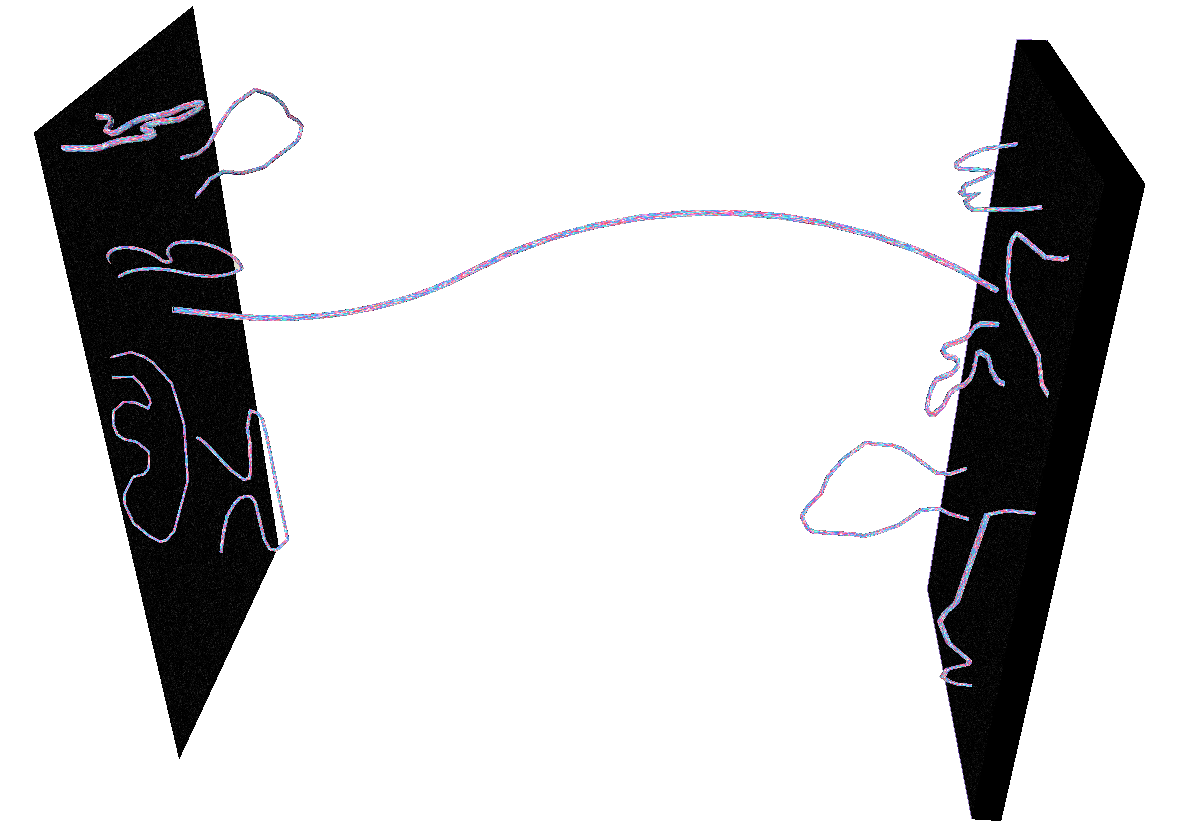
Các dây mở gắn với một cặp màng D.

Trong lý thuyết dây và các lý thuyết vật lý liên quan, một màng (tiếng Anh: brane là một từ mới, rút từ membrane nghĩa là màng) là một đối tượng vật lý tổng quát hóa khái niệm về một hạt điểm cho số chiều lớn hơn. Chẳng hạn, một hạt điểm có thể xem như một màng 0 chiều, trong khi một dây có thể coi là màng 1 chiều; ngoài ra còn có những màng nhiều chiều hơn nữa.
Trong lý thuyết dây, một dây có thể là mở (tạo ra một đoạn với hai đầu) hoặc kín (tạo ra một vòng kín). Các màng D là một lớp quan trọng các màng sinh ra khi người ta xét tới các dây mở. Khi một dây mở lan truyền trong không thời gian, hai đầu của có cần phải nằm trong một màng D. Chữ D ở đây chỉ điều kiện nó cần phải thỏa mãn, điều kiện biên Dirichlet.
Về mặt toán học, có thể mô tả màng bằng khái niệm phạm trù. Phạm trù là một cấu trúc toán học bao gồm các đối tượng, và với mỗi cặp đối tượng, có một tập những cấu xạ giữa chúng. Trong hầu hết các ví dụ, các đối tượng đó là các cấu trúc toán học (tập hợp, không gian vectơ, hoặc không gian tôpô) và các cấu xạ là các hàm giữa các cấu trúc này. Người ta cũng xét tới các phạm trù mà các đối tượng là các màng D và các cấu xạ giữa hai màng {\displaystyle \alpha } và {\displaystyle \beta } là các trạng thái của các dây mở căng giữa {\displaystyle \alpha } và {\displaystyle \beta }.
Trong lý thuyết dây tô pô mô hình B, các màng D là đa tạp phức con của một đa tạp Calabi-Yau cùng với các thông tin vật lý phụ nảy sinh từ việc có các tích (chẳng hạn điện tích) ở đầu các dây. Một cách trực quan, ta có thể xem một đa tạp con như một mặt nhúng trong đa tạp Calabi–Yau, mặc dù đa tạp con thực ra cũng có thể tồn tại trong số chiều lớn hơn 2. Theo ngôn ngữ toán học, phạm trù có các màng như vậy được gọi là phạm trù phái sinh của các bó mạch lạc trên đa tạp Calabi–Yau. Trong mô hình A, các màng D cũng có thể xem như đa tạp con của một đa tạp Calabi–Yau, được gọi không thực sự chính xác là những đa tạp con Lagrange đặc biệt. Điều này có nghĩa là ngoài những tính chất khác chúng có một nửa số chiều của không gian mà chúng nằm trong và chúng có độ dài, diện tích hoặc thể tích cực tiểu hóa. Phạm trù có những màng này gọi là phạm trù Fukaya.
Phạm trù phái sinh của bó mạch lạc có thể tạo thành từ các công cụ của hình học phức, một nhánh toán học mô tả các đường cong hình học theo nghĩa đại số và giải các bài toán hình học bằng các phương trình đại số. Mặt khác, có thể xây dựng phạm trù Fukaya bằng hình học ngẫu đối (symplectic geometry), một nhánh toán học xuất hiện từ nghiên cứu vật lý cổ điển. Hình học ngẫu đối xem xét các không gian có dạng ngẫu đối, một công cụ toán học dùng để tính toán diện tích trong các ví dụ hai chiều.
Giả định đối xứng gương đồng đều của Maxim Kontsevich khẳng định rằng phạm trù phái sinh của các bó mạch lạc trên một đa tạp Calabi–Yau tương đương theo một nghĩa nhất định với phạm trù Fukaya của đa tạp gương của nó. Sự tương đương này cung cấp một hình thức toán học chính xác về đối xứng gương trong lý thuyết dây tôpô. Hơn nữa, nó còn cung cấp một cầu nối ngoài mong đợi giữa hai nhánh khác nhau của hình học, hình học phức và hình học ngẫu đối.

### Giả thuyết Strominger-Yau-Zaslow

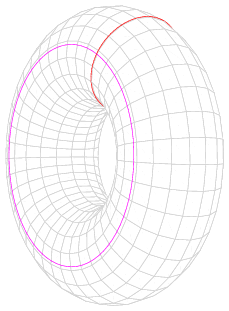
Một hình xuyến có thể xem như một phép hợp vô số đường tròn như đường tròn màu đỏ trong hình này. Có một đường tròn như vậy cho mỗi một điểm của đường tròn màu hồng.

Một cách tiếp cận khác đối với đối xứng gương là giả định SYZ, do Andrew Strominger, Shing-Tung Yau, và Eric Zaslow năm 1996. Theo giả định này, đối xứng gương có thể được hiểu bằng cách chia một đa tạp Calabi–Yau thành những mảnh đơn giản hơn và biến đổi chúng để thu được đa tạp gương của nó.
Ví dụ đơn giản nhất về một đa tạp Calabi–Yau là một hình khuyên hai chiều (đôi khi còn gọi là hình bánh vòng). Xét một đường tròn trên mặt này cuộn từ trong ra ngoài, như đường tròn màu đỏ ở hình vẽ. Có vô số đường tròn như thế trên hình xuyến; thực tế, toàn thể mặt là một phép hợp của những đường tròn như vậy.
Người ta có thể chọn một đường tròn phụ {\displaystyle B} (đường tròn hồng trong hình) sao cho vô số đường tròn phân tích hình xuyến đi qua một điểm của {\displaystyle B}. Theo cách này đường tròn bổ trợ tham số hóa cho các đường tròn phân tích, nghĩa là có một sự tương ứng giữa chúng và các điểm trên {\displaystyle B}. Tuy nhiên đường tròn {\displaystyle B} không đơn thuần chỉ là một danh sách, bởi vì nó cũng quyết định cách những đường tròn trên sắp xếp trên hình xuyến. Không gian bổ trợ đóng vai trò quan trọng trong giả định SYZ.
Ý tưởng chia hình khuyên thành các mảnh bị tham số hóa bởi một không gian phụ có thể tổng quát hóa bằng việc tăng số chiều từ 2 lên 4 chiều, và khi đó đa tạp Calabi–Yau trở thành một mặt K3. Giống hệ như cách hình xuyến phân tích thành các đường tròn, một mặt K3 4 chiều có thể phân tích thành các hình khuyên 2 chiều. Trong trường hợp này không gian {\displaystyle B} là một mặt cầu thông thường. Mỗi điểm trong mặt cầu tương ứng với một hình xuyến, trừ 24 điểm "xấu" tương ứng với các hình xuyến bị "ngắt" hay kỳ dị.
Các đa tạp Calabi–Yau quan trọng nhất trong lý thuyết dây đều có 6 chiều. Người ta có thể chia các đa tạp như vậy thành những thể xuyến 3 chiều (các đối tượng ba chiều tổng quát hóa khái niệm hình xuyến) tham số hóa bởi một thể cầu 3 chiều (đối tượng 3 chiều tổng quát hóa khái niệm mặt cầu) {\displaystyle B}. Mỗi điểm của {\displaystyle B} tương ứng với một thể xuyến 3 chiều, trừ vô số các điểm "xấu" tạo thành các lưới những đoạn của đa tạp Calabi–Yau và tương ứng với một hình xuyến kỳ dị.
Khi đa tạp Calabi–Yau đã phân tích thành các phần đơn giản hơn, ta có thể hiểu đối xứng gương theo hình học trực quan. Chẳng hạn, xét hình xuyến mô tả ở trên. Tưởng tượng mặt xuyến này đại diện cho một không-thời gian trong một lý thuyết vật lý. Các đối tượng cơ bản của lý thuyết này có thể là những dây lan truyền trong không-thời gian tuân theo các định luật của cơ học lượng tử. Một trong những đối ngẫu cơ bản của lý thuyết dây là đối ngẫu T, nó khẳng định rằng một dây lan truyền qua một đường tròn bán kính {\displaystyle R} tương đương với dây lan truyền quanh một đường tròn bán kính {\displaystyle 1/R} theo nghĩa là tất cả các đại lượng quan sát được trong một mô tả này là đồng nhất với đại lượng trong mô tả đối ngẫu. Chẳng hạn, một dây có động lượng khi nó lan truyền quanh một vòng, và nó cũng quấn xung quanh đường tròn một hoặc nhiều lần. Nếu một dây có động lượng {\displaystyle p} và số lần quấn {\displaystyle n} trong một mô tả, nó phải có động lượng {\displaystyle n} và số lần quấn {\displaystyle p} trong mô tả đối ngẫu. Bằng cách áp dụng đối ngẫu T đồng thời cho tất cả các đường tròn phân tích hình khuyên, bán kính của những đường tròn này nghịch đảo, và người ta có một hình khuyên mới "béo hơn" hoặc "gầy hơn" hình khuyên ban đầu. Hình khuyên này là ảnh gương của đa tạp Calabi–Yau ban đầu.
Đối ngẫu T có thể mở rộng từ đường tròn sang các hình khuyên 2 chiều xuất hiện trong phân tích một mặt K3 hoặc sang các hình khuyên 3 chiều trong phân tích đa tạp Calabi–Yau 6 chiều. Nói chung, giả định SYZ khẳng định rằng đối xứng gương tương đương với việc áp dụng đồng thời đối ngẫu T vào các hình khuyên này. Trong mỗi trường hợp, không gian {\displaystyle B} cung cấp một loại sơ đồ mô tả cách thức các hình khuyên này hợp lại thành một đa diện Calabi-Yau.

### Sách phổ biến khoa học
- Zaslow, Eric (2005). "Physmatics".  arΧiv:physics/0506153.

### Sách giáo khoa
- Cox, David; Katz, Sheldon (1999). Mirror symmetry and algebraic geometry (PDF). American Mathematical Society. ISBN 978-0-8218-2127-5.
- Mirror symmetry (physics) tại Encyclopædia Britannica (tiếng Anh)